# Okręg wyborczy Glasgow Bridgeton
Okręg wyborczy Glasgow Bridgeton powstał w 1885 r. i wysyłał do brytyjskiej Izby Gmin jednego deputowanego. Okręg obejmował dzielnicę Bridgeton w Glasgow. Został zlikwidowany w 1974 r.

## Deputowani do brytyjskiej Izby Gmin z okręgu Glasgow Bridgeton
- 1885–1887: Edward Russell, Partia Liberalna
- 1887–1897: George Trevelyan, Partia Liberalna
- 1897–1900: Charles Cameron, Partia Liberalna
- 1900–1906: Charles Scott Dickson, Partia Liberalno-Unionistyczna
- 1906–1910: James William Cleland, Partia Liberalna
- 1910–1922: Alexander MacCallum Scott, Partia Liberalna
- 1922–1946: James Maxton, Niezależna Partia Pracy
- 1946–1961: James Carmichael, Niezależna Partia Pracy, od 1947 r. Partia Pracy
- 1961–1974: James Bennett, Partia Pracy